# Allen County (Kansas)
Allen County is een county in de Amerikaanse staat Kansas.
De county heeft een landoppervlakte van 1.303 km² en telt 14.385 inwoners (volkstelling 2000). De hoofdplaats is Iola.